# Пршибор
 Тази статия е за града в Чехия.  За други значения на прибор вижте Устройство.  
Пршибор (на чешки: Příbor) е град в Източна Чехия, Моравско-силезки край. Намира се на 20 km югозападно от Острава. Населението му е около 8800 души (2003).
В Пршибор е роден психологът Зигмунд Фройд (1856-1939).